# Argentenay
Argentenay település Franciaországban, Yonne megyében. Lakosainak száma 79 fő (2022. január 1.). Argentenay Ancy-le-Libre, Lézinnes és Tanlay községekkel határos.

## Népesség
A település népességének változása:
| Lakosok száma | 89   | 86   | 88   | 81   | 79   | 78   | 76   | 75   | 79   |
|               | 2013 | 2015 | 2016 | 2017 | 2018 | 2019 | 2020 | 2021 | 2022 |